# Santísima Trinidad y Nuestra Señora del Buen Fin
Il galeone  Santísima Trinidad y Nuestra Señora del Buen Fin, comunemente designato El Poderoso, fu una nave mercantile che compì alcune traversate di andata e ritorno dalle Filippine al Messico.

## Storia
Il galeone Santísima Trinidad y Nuestra Señora del Buen Fin fu impostato presso il cantiere navale di Bagatao (isola di Luzon), su ordine del  governatore e capitano generale delle Filippine, il tenente generale della Marina Francisco José de Ovando y Solís, per sostituire il Nuestra Señora de Covadonga catturato da George Anson. La nave, costruita nel 1751, aveva un dislocamento di 1 375 tonnellate, era lungo 51,5 m, largo 15,2 m e aveva un pescaggio di 10,1 m.  Il costo fu di 229 852 pesos e il nuovo galeone era armato con 60 cannoni.
Il suo grande volume di carico (200 tonnellate), i difetti di costruzione e le modifiche effettuate nel 1757 per ridurne il dislocamento, rendevano la nave poco manovrabile.  Per il suo primo viaggio fu armato di soli 50 cannoni e salpò a metà del 1751 sotto il comando del generale Francisco Ustáriz, con il capitano Juan de Araneta come suo comandante.  Senza alcuna intoppo il galeone tornò nelle Isole Filippine nella primavera del 1752. 
Tra il 1753 e il 1761 si alternò alla patache Nuestra Señora del Rosario y San Juan Bautista, detta El Filipino, nei viaggi verso la Nuova Spagna.
Una delle traversate più dure fu quella effettuata nel 1755 sotto il comando del generale Felipe María Rodríguez de la Madrid, marchese di Villamediana, e come comandante il capitano Pedro Antonio Cossio. Salpato da Cavite il 23 luglio 1755, il viaggio durò cinque mesi e cinque giorni, durante i quali morirono 82 persone e altre 155 si ammalarono, su un totale di 32 ufficiali, 315 membri dell'equipaggio e 17 passeggeri.  
Tra i defunti, deceduto il 9 dicembre, vi era il precedente governatore delle Filippine, Francisco José de Ovando y Solís, marchese di Ovando, che stava tornando in Spagna, e suo figlio di otto giorni, nato durante il viaggio.  Il suo corpo, dopo aver ricevuto gli onori regolamentari, viene gettato in mare, avvolto in un sudario e appesantito da una palla di cannone, il giorno successivo alle nove del mattino nei pressi del Golfo della California.  Il galeone arrivò ad Acapulco, dopo una lunga sosta a San José del Cabo,  il 27 febbraio 1756, e ritornò poi nelle Filippine senza incidenti.
Il 1 agosto 1762, senza essere a conoscenza dello scoppio della guerra con la Gran Bretagna, il Santísima Trinidad y Nuestra Señora del Buen Fin salpò da Cavite verso la Nuova Spagna.  A causa della data tardiva, i forti venti lo trattennero nella baia di Manila. 
Già in mare aperto affrontò diverse tempeste e il 24 settembre perse l'albero maestro, decidendo di ritornare a Cavite a causa di diverse falle e con l'equipaggio stanco e malato e diverse vie d'acqua aperte nello scafo. Il comandante era ignaro che Manila era caduta in mani britanniche dopo una dura battaglia. 
Il 28 settembre fu avvistato Capo Espiritu Santo e il comandante decise di entrare nel porto di Palapag, ma il pilota si rifiutò di effettuare la manovra nel buio della notte, e il galeone fece così rotta verso il porto di Bagatado, a Luzon.
Nella notte del 29 ottobre, il galeone fu scoperto dal vascello britannico da 60 cannoni  Panther, al comando del capitano Hyde Parker, e dalla fregata Argo, armata con 28 cannoni e al comando del capitano Richard King, entrambe navi della Royal Navy  in forza alla squadra del viceammiraglio Sir Samuel Cornish.
Un primo attacco portato dalla fregata Argo fu respinto ed essa decise di attendere l'arrivo del vascello. All'alba del 30 settembre  il combattimento riprese e vennero sparati più di mille colpi di cannone da 24 e 18 libbre.
Dopo quattro ore di combattimento il Santísima Trinidad y Nuestra Señora del Buen Fin si arrese. Era armato solo con 5 cannoni da 8 libbre e 4 cannoni da 4 libbre, anche se lo stesso Cornish afferma che trasportava solo 13 cannoni e di questi solo 5 erano installati. Fu portato in Gran Bretagna, arrivando al porto di Plymouth nel 1763. La sua vendita fece guadagnare ai due capitani 30 000 sterline (su un totale di 600 000 sterline), una fortuna a quei tempi. Non si sa cosa accadde alla nave dopo la vendita, ma probabilmente fu demolita.